# Màxim Esteban
Màxim Esteban Calvo (Barcelona, España, 25 de marzo de 1998) es un jugador de baloncesto español. Juega de escolta-alero y actualmente forma parte de la plantilla del CBI Elche.

## Carrera deportiva
Llegó a las categorías inferiores del club azulgrana, procedente del CB L'Ametlla. Con 16 años, Maxim Esteban ya se había proclamado dos veces campeón de España Cadete Masculino con el FC Barcelona. Y con la selección, dos segundos puestos en el BAM 2012 y en el Torneo de la Amistad 2013.
En 2014 participa en el Jordan Brand Classic Camp de Barcelona y al año siguiente, en el Campus Basketball Without Borders en Gran Canaria.
En la temporada 2016/17 forma parte del filial del  FC Barcelona B, que juega en LEB Oro, alternando algunos minutos en el primer equipo de la Liga ACB.
En la temporada 2019-20, abandona el  FC Barcelona B y firma por el Bàsquet Girona de Liga LEB Plata, con el que lograría el ascenso a Liga LEB Oro.
En la temporada 2020-21, firma por el Umeå BSKT de la Basketligan, para jugar a las órdenes del técnico Boris Balibrea.
En la temporada 2021-22 y 2022-23, regresa a España para formar parte de la plantilla del CB Benicarló de la Liga LEB Plata.
En la temporada 2023-24 se une al proyecto del CBI Elche hasta 2026.

## Palmarés
- 2013-14. FC Barcelona. Campeonato de España Cadete. Campeón
- 2014. España. Europeo Sub-16, en Letonia. Bronce
- 2014-15. FC Barcelona. Torneo de L'Hospitalet. Subcampeón
- 2015-16. FC Barcelona Lassa. Torneo de L'Hospitalet. Subcampeón
- 2015-16. FC Barcelona Lassa. Campeonato de España Junior. Campeón
- 2015-16. FC Barcelona Lassa. ANGT de la Euroleague. Campeón
- 2019-20. Básquet Girona. Ascenso a LEB Oro.
- 2021-22. CB Benicarló. Liga Valenciana. Campeón